# Mouriri peruviana
Mouriri peruviana là một loài thực vật có hoa trong họ Mua. Loài này được Morley mô tả khoa học đầu tiên năm 1985.